# Río Waioeka
El río Waioeka se encuentra en el norte de la Isla Norte de Nueva Zelanda. Fluye hacia el norte a 65 kilómetros del Parque Nacional de Te Urewera para llegar al mar en Opotiki. En su desembocadura comparte un estuario con el río Otara.

## Historia
La zona que rodea el valle Waioeka fue escenario de varios combates durante las guerras maoríes.

## Utilización
En el aluvión del río, el salar de Opotiki, su agua se utiliza para el riego de los campos. El curso superior del río es apto para la práctica de kayak y la pesca de la trucha marrón y la trucha arco iris.